# Wolfdale
Conroe (PC de bureau, serveurs et stations de travail monoprocesseurs)
Woodcrest (serveurs bi-processeurs) Lynnfield (PC de bureau et serveurs monoprocesseurs)
Gainestown (serveurs bi-processeurs)
Bloomfield (stations de travail monoprocesseurs)

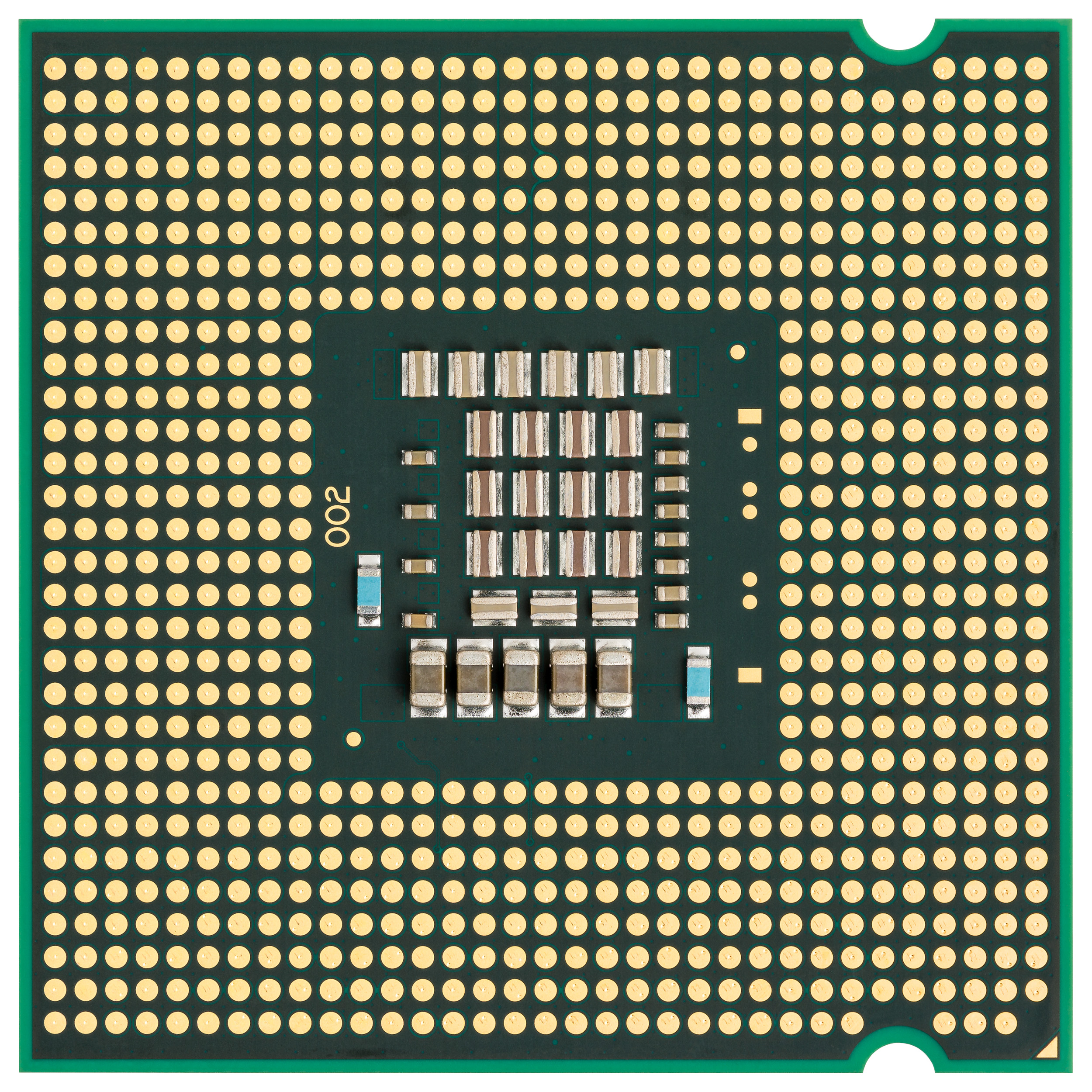
Processeur Wolfdale Core 2 Duo E8400 vu du dessous

Le Wolfdale est un microprocesseur dual-core pour ordinateur de bureau ou pour serveur suivant les versions, et conçu par Intel.

## Description

### Les modèles de Wolfdale
Plusieurs modèles de Wolfdale pour ordinateur de bureau existent : 
- les Core 2 Duo numérotés E8x00 : ils possèdent 6 Mio de mémoire cache L2 et un FSB à 1333 MT/s ;
- les Core 2 Duo numérotés E7x00 : ils possèdent 3 Mio de mémoire cache L2 et un FSB à 1066 MT/s ;
- les Pentium Dual-Core numérotés E6x00 : ils possèdent 2 Mio de mémoire cache L2 et un FSB à 1066 MT/s ;
- les Pentium Dual-Core numérotés E5x00 : ils possèdent 2 Mio de mémoire cache L2 et un FSB à 800 MT/s ;
- les Celeron numérotés E3x00 : ils possèdent 1 Mio de mémoire cache L2 et un FSB à 800 MT/s.

Plusieurs modèles existent également pour serveur monoprocesseur (un seul socket sur la carte mère), dans la gamme Xeon :
- les Xeon numérotés X52xx, qui ont une enveloppe thermique (TDP) de 80 W pour une fréquence comprise entre 3,33 GHz et 3,5 GHz ;
- les Xeon numérotés E52xx, qui ont une enveloppe thermique (TDP) de 65 W pour une fréquence comprise entre 1,86 GHz et 3 GHz ;
- le Xeon L5238, avec un TDP de 35 W ;
- le Xeon E3110, avec un TDP de 65 W.

Pour contrer l'offensive en termes de prix d'AMD avec ses Phenom, Intel aurait préparé un modèle bas coût, le Q9100. Il s'agira finalement de la série Q8xxx qui se distingue surtout par l'absence de technologie de virtualisation VT, et vient concurrencer les modèles triple cœur d'AMD

### Description technique
Comme tous les processeurs de la famille Penryn, il est gravé en 45 nm. Il se connecte sur un socket LGA 775 ou LGA 771. Les versions pour ordinateur de bureau ont en commun une enveloppe thermique (TDP) de 65 W.

## Liste des modèles de Wolfdale

### Pour ordinateur de bureau
| Core 2 Duo - E8x00        |          |            |       |       |                 |      |           |                              |                 |                  |
| E8600                     | 3,33 GHz | 2 × 64 Kio | 6 Mio | ×10   | 0,85 - 1,3625 V | 65 W | 1333 MT/s | AT80570PJ0936M               | 10 août 2008    |                  |
| E8500                     | 3,16 GHz | 2 × 64 Kio | 6 Mio | ×9,5  | 0,85 - 1,3625 V | 65 W | 1333 MT/s | EU80570PJ0876M               | 7 janvier 2008  |                  |
| E8400                     | 3,00 GHz | 2 × 64 Kio | 6 Mio | ×9    | 0,85 - 1,3625 V | 65 W | 1333 MT/s | EU80570PJ0806M               | 7 janvier 2008  |                  |
| E8300                     | 2,83 GHz | 2 × 64 Kio | 6 Mio | ×8,5  | 0,85 - 1,3625 V | 65 W | 1333 MT/s | EU80570AJ0736M               | 20 avril 2008   |                  |
| E8200                     | 2,66 GHz | 2 × 64 Kio | 6 Mio | ×8    | 0,85 - 1,3625 V | 65 W | 1333 MT/s | EU80570PJ0676M               | 7 janvier 2008  |                  |
| E8190                     | 2,66 GHz | 2 × 64 Kio | 6 Mio | ×8    | 0,85 - 1,3625 V | 65 W | 1333 MT/s | EU80570PJ0676MN              | 7 janvier 2008  |                  |
| Core 2 Duo - E7x00        |          |            |       |       |                 |      |           |                              |                 |                  |
| E7600                     | 3,06 GHz | 2 × 64 Kio | 3 Mio | x11,5 |                 | 65 W | 1066 MT/s |                              | 31 mai 2009     |                  |
| E7500                     | 2,93 GHz | 2 × 64 Kio | 3 Mio | ×11   | 0,85 - 1,3625 V | 65 W | 1066 MT/s | AT80571PH0773M               | 18 janvier 2009 |                  |
| E7400                     | 2,80 GHz | 2 × 64 Kio | 3 Mio | ×10,5 | 0,85 - 1,3625 V | 65 W | 1066 MT/s | AT80571PH0723M               | 19 octobre 2008 |                  |
| E7300                     | 2,66 GHz | 2 × 64 Kio | 3 Mio | ×10   | 0,85 - 1,3625 V | 65 W | 1066 MT/s | EU80571PH0673M               | 10 août 2008    |                  |
| E7200                     | 2,53 GHz | 2 × 64 Kio | 3 Mio | ×9,5  | 0,85 - 1,3625 V | 65 W | 1066 MT/s | EU80571PH0613M               | 20 avril 2008   |                  |
| Pentium Dual-Core - E6x00 |          |            |       |       |                 |      |           |                              |                 |                  |
| E6300                     | 2,80 GHz | 2 × 64 Kio | 2 Mio | ×10,5 | 0,85 - 1,3625 V | 65 W | 1066 MT/s |                              | 31 mai 2009     |                  |
| Pentium Dual-Core - E5x00 |          |            |       |       |                 |      |           |                              |                 |                  |
| E5400                     | 2,70 GHz | 2 × 64 Kio | 2 Mio | x13,5 |                 | 65 W | 800 MT/s  |                              | 2009            |                  |
| E5300                     | 2,60 GHz | 2 × 64 Kio | 2 Mio | ×13   |                 | 65 W | 800 MT/s  |                              | décembre 2008   |                  |
| E5200                     | 2,80 GHz | 2 × 64 Kio | 2 Mio | ×12,5 | 0,85 - 1,3625 V | 65 W | 800 MT/s  | EU80571PG0602M               | 31 août 2008    |                  |
| Celeron - E3x00           |          |            |       |       |                 |      |           |                              |                 |                  |
| E3500                     | 2,70 GHz | 2 × 64 Kio | 1 Mio | x13,5 | 0,85 – 1,3625 V | 65 W | 800 MT/s  | BX80571E3500 AT80571RG0681ML | août 2010       |                  |
| E3400                     | 2,60 GHz | 2 × 64 Kio | 1 Mio | x13   | 0,85 – 1,3625 V | 65 W | 800 MT/s  | AT80571RG0641ML              | janvier 2010    |                  |
| E3300                     | 2,50 GHz | 2 × 64 Kio | 1 Mio | x12,5 | 0,85 – 1,3625 V | 65 W | 800 MT/s  | AT80571RG0601ML              | septembre 2009  | 30 décembre 2011 |
| E3200                     | 2,40 GHz | 2 × 64 Kio | 1 Mio | x12   | 0,85 – 1,3625 V | 65 W | 800 MT/s  | AT80571RG0561ML              | septembre 2009  | 18 février 2011  |

### Pour serveur
| Xeon - X52xx                                                         |   |          |            |       |       |                 |      |           |                |                  |
| « X5270 »(Archive.org • Wikiwix • Archive.is • Google • Que faire ?) | 1 | 3,50 GHz | 2 × 64 Kio | 6 Mio | x10,5 |                 | 80 W | 1333 MT/s |                | fin 2008         |
| X5272                                                                | 1 | 3,40 GHz | 2 × 64 Kio | 6 Mio | ×8,5  | 0,85 - 1,35 V   | 80 W | 1600 MT/s | EU80573KL0966M | 11 novembre 2007 |
| X5260                                                                | 1 | 3,33 GHz | 2 × 64 Kio | 6 Mio | ×10   | 0,85 - 1,35 V   | 80 W | 1333 MT/s | EU80573KJ0936M | 11 novembre 2007 |
| Xeon - E52xx                                                         |   |          |            |       |       |                 |      |           |                |                  |
| E5240                                                                | 1 | 3,00 GHz | 2 × 64 Kio | 6 Mio | ×9    | 0,85 - 1,35 V   | 65 W | 1333 MT/s |                |                  |
| E5220                                                                | 1 | 2,33 GHz | 2 × 64 Kio | 6 Mio | ×7    | 0,85 - 1,35 V   | 65 W | 1333 MT/s | EU80573KJ0536M | mars 2008        |
| E5205                                                                | 1 | 1,86 GHz | 2 × 64 Kio | 6 Mio | ×7    | 0,85 - 1,35 V   | 65 W | 1066 MT/s | EU80573KH0366M | 11 novembre 2007 |
| Xeon - L52xx                                                         |   |          |            |       |       |                 |      |           |                |                  |
| L5238                                                                | 1 | 2,66 GHz | 2 × 64 Kio | 6 Mio | ×8    | 0,85 - 1,35 V   | 35 W | 1333 MT/s | EU80573JJ0676M | 27 février 2008  |
| Xeon - E31xx                                                         |   |          |            |       |       |                 |      |           |                |                  |
| E3110                                                                | 1 | 3,00 GHz | 2 × 64 Kio | 6 Mio | ×9    | 0,956 - 1,225 V | 65 W | 1333 MT/s | EU80570KJ0806M | 7 janvier 2008   |